# كبل

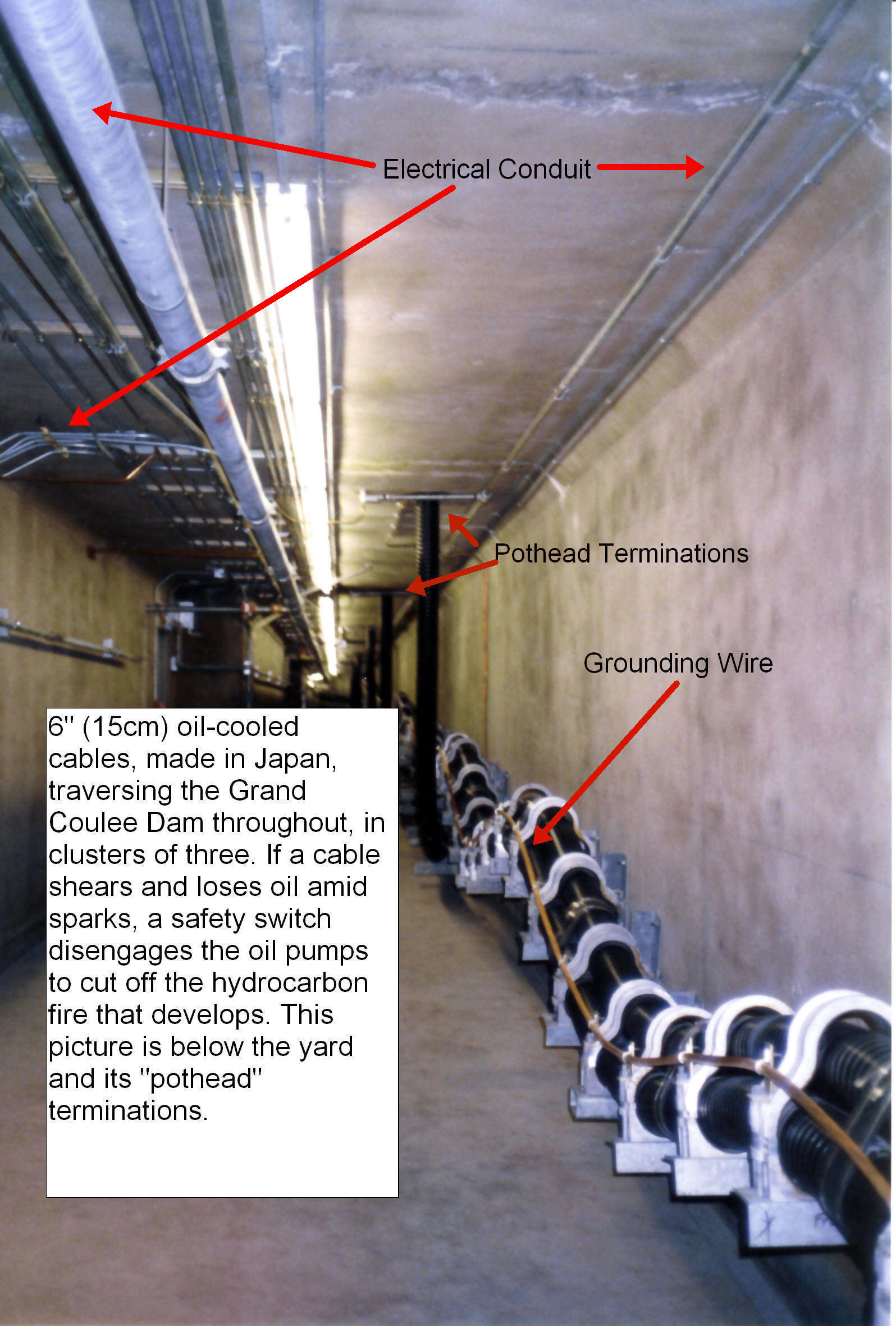
كبول مبردة بالزيت بقطر خارجي يبلغ 6 بوصات (15 سم) تعبر من خلال سد جراند كولي. وتعد مثالاً على الكبول الثقيلة المستخدمة في نقل الطاقة الكهربية.

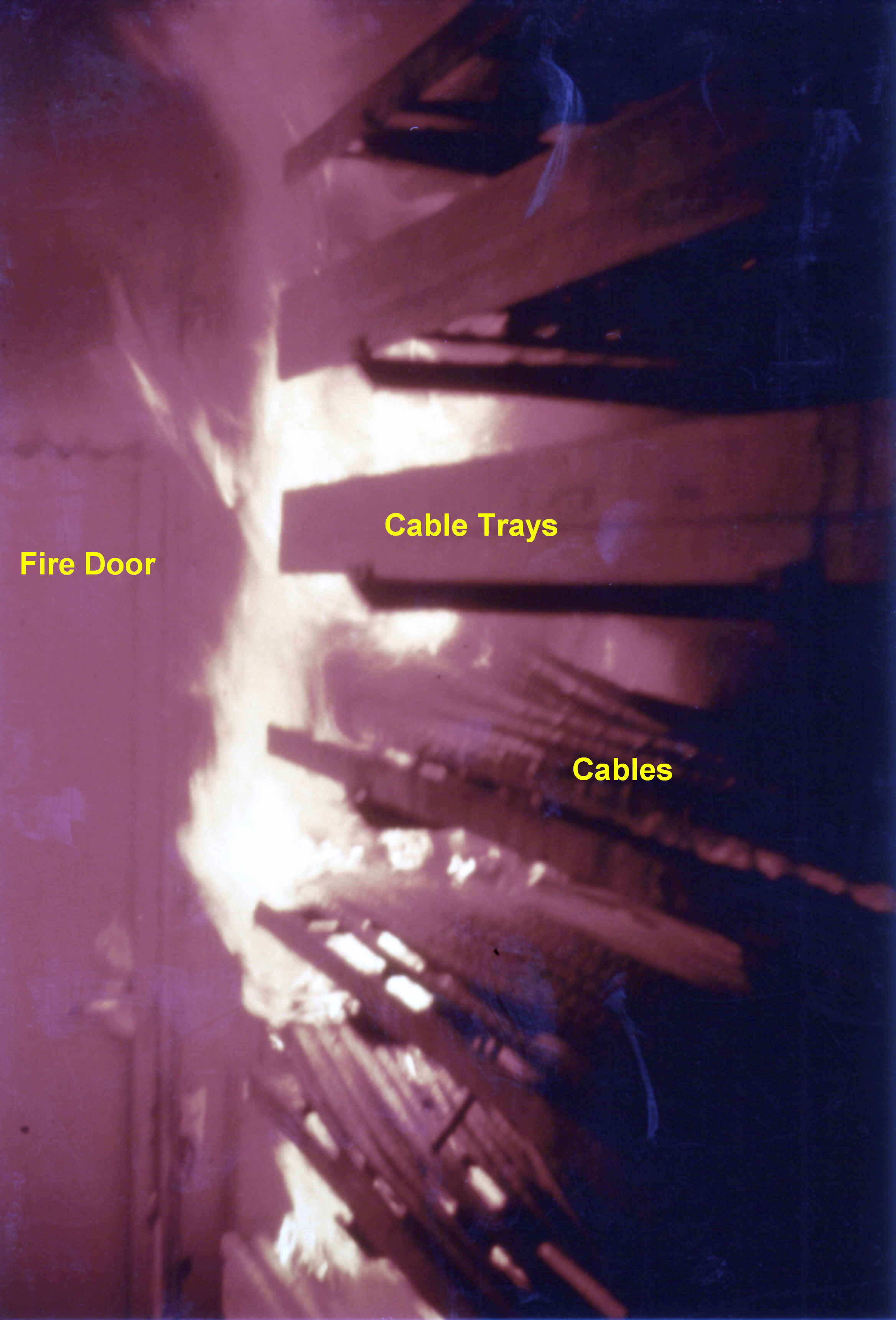
اختبار للحريق في السويد، يعرض انتشار النيران السريع عن طريق حرق أغلفة الكبول. وتستخدم الكبول في عمليات التركيب نظرًا لأهميتها الكبرى.

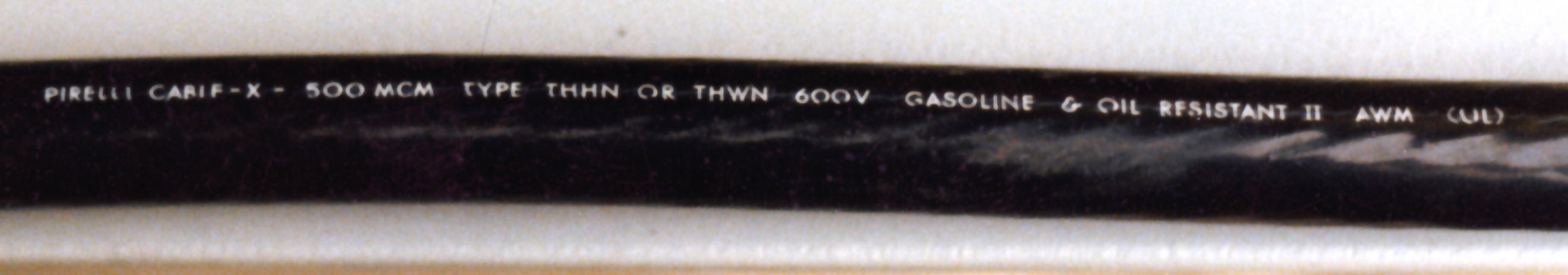
500000 مل دائري (254 ملم^{2})

الكَبْل (جمع: كُبُول) أو الكابل[بحاجة لمصدر] غالبًا ما يتكون من سلكين أو أكثر يمران جنبًا إلى جنب وتُلف أو تُثنى أو تُضفر لتكوين كبلا واحدا، هذا هو الكبل الشائع الاستخدام في البيوت حيث نوصل به جهاز مثل التلفاز ومصدر الكهرباء . هذا الكبل يعمل بجهد متردد مقداره 220 فولط . كما توجد كبول توصل الكهرباء من محطة توليد طاقة كهربائية إلى المستخدم من مصانع وغيرها، وهذه الكبول تكون سميكة ذات مقطع يصل قطره نحو 5 سنتيمتر . هذا الكبل السميك يسمى كبل جهد عالي و منه ما يحمل 380 ألف فولط (380 كيلوفولط) فهو ينقل طاقة كهربائية عالية في هيئة تيار متردد . ولكي نستطيع استخدام الكهرباء في البيوت، لا بد من خفض الجهد العالي الصادر من محطة القوى، مثلا 380.000 فولط إلى جهد 220 فولط المستخدم في البيوت وذلك بمحطات تحويل تقوم فيها محولات كهربائية بخفض الجهد.
بالإضافة إلى ذلك فتستخدم أنواع أخرى من الكبول لنقل الإشارات، وهذه تستخدم في الاتصالات ومن ضمنها ما ينقل إشارات الهاتف والبث الراديوي والتلفزيوني، مثال على ذلك النوع من الكبول نجده في هوائي الراديو و كبل اتصالات بحري. تختص بتلك التقنية الهندسة الكهربائية.
ابتكر في الوقت الحاضر طريقة نقل الإشارات ليس بأسلاك نحاسية وإنما بأسلاك زجاجية، وهي تسمى ألياف بصرية ، تنتقل فيها الاشارات كومضات ضوئية . وقد عممت تلك الألياف البصرية في جميع أنحاء ألمانيا للاتصالات الهاتفية الأرضية ولتوصيل البرامج التلفزيونية إلى البيوت. وقد ابتكرت الألياف الزجاجية لنقل الإشارات لتفوقها على الأسلاك المعدنية من حيث عدد البرامج التلفزيونية التي تحملها وتنقلها بدون فقد وكذلك لربط الحواسيب بشبكة الإنترنت.
الكبول الكهربائية أنواع، منها الكبول المستخدمة للتركيب في المباني وتشغيل آلات المصانع، وتشغيل مترو النقل العام في المدن. تلك الكبول تصنع لتتحمل جهد قدره 220 فولط أو في المصانع 380 فولط. الكبول المستخدمة في نقل الطاقة الكهربائية إلى مسافات بعيدة والخارجة من محطات توليد الطاقة الكهربائية تصنع بمواصفات أخرى وتكون سميكة لإمكانية مدها على أبراج لمسافات طويلة، وهي تقوم بتوزيع قدرا هائلا من الطاقة ومنها كبول الجهد العالي وكبول نقل الطاقة وتيار الجهد العالي المستمر.

## معلومات تاريخية
تُصنع الحبال من جدائل متعددة من الألياف الطبيعية مثل القنب والسيزال والمانيلا والقطن وقد استخدمت منذ آلاف السنين في الرفع والحمل. وبحلول القرن التاسع عشر، أدى تعميق المناجم وتشييد السفن الكبيرة إلى زيادة الطلب على الكبول القوية. ونتج عن ابتكار تقنيات صناعة الفولاذ المتطورة توفر الفولاذ عالي الجودة بتكلفة أقل ولذلك شاع استخدام الحبال السلكية في التعدين والتطبيقات الصناعية الأخرى. وبحلول منتصف القرن التاسع عشر، صُنعت كبول التلغراف البحرية الكبيرة بآلات مماثلة لتلك التي تستخدم في صناعة الكبول الميكانيكية.
وفي القرن التاسع عشر وأوائل القرن العشرين، غالبًا ما كان عُزلت الكبول الكهربائية باستخدام القماش والمطاط والورق. أما الآن فتستخدم اللدائن عمومًا، فيما عدا كبول الكهرباء عالية الموثوقية.

## الكبول الكهربية
قد تكون صناعة الكبول الكهربية أكثر مرونة بجدل الأسلاك أو تضفيرها. في هذه العملية، تُلف الأسلاك المنفردة الصغيرة أو تضفيرها مع بعضها لتكوين أسلاك أكبر حجمًا وأكثر مرونة من الأسلاك الصلبة التي تكون بالحجم نفسه. ويعمل تجميع الأسلاك الصغيرة قبل جدلها متحدة مع بعضها إلى تحقيق أقصى درجات المرونة. قد تكون الأسلاك النحاسية في الكبول عارية أو قد تكون مطلية بطبقة رقيقة من أي معدن آخر، ويكون في معظم الأحيان القصدير ولكن في بعض الأوقات يكون الذهب أو الفضة أو غيرها من المواد. تتميز معادن القصدير والذهب والفضة بأنها أقل عرضة لـ الأكسدة من النحاس، مما يساعد في إطالة العمر الافتراضي للسلك ويسهل عملية اللحام. تستخدم عملية الطلاء بالقصدير أيضًا لتوفير التزليق بين الجدائل. وتُستخدم عملية الطلاء بالقصدير في المساعدة على إزالة العازل المطاطي. ويكون السلك في وضع محكم أثناء جدل الأسلاك مما يجعل الكبل قابلاً للمد (كما هو الحال في أسلاك سماعة الهاتف).
يمكن ربط الكبول وترتيبها بأمان، وذلك من خلال استخدام خطوط الربط أو صينية حاملة للكبول أو روابط الكبول أو الربط الشبكي بين الكبول. ويمكن تأمين الكبول المرنة المتتالية أو الكبول المرنة المستخدمة في النقل بين حاملات الكبول باستخدام أجهزة تخفيف الجهد أو روابط الكبول.
وفي حالة الترددات العالية، يمر التيار بطول سطح الموصل. وهذا ما يعرف باسم الظاهرة السطحية.

### الكبول والمجالات الكهرومغناطيسية

كبل محوري.

كبل مزدوج مجدول

إن أي موصل يحمل تيارًا، بما في ذلك أي كبل، يُشع حوله مجالا كهرومغناطيسيا. وبالمثل، يلتقط أي موصل أو كبل الطاقة من أي مجال كهرومغناطيسي موجود حوله. وغالبًا ما تكون هذه التأثيرات غير مرغوب فيها، ففي الحالة الأولى تصل إلى توصيل الطاقة غير المطلوبة التي قد تؤثر سلبًا على المعدات المجاورة أو أجزاء أخرى للمعدة ذاتها؛ وفي الحالة الثانية، قد يحجب التقاط ضجيج غير المطلوب سير الإشارة المطلوبة في الكبل، أو، إذا كان الكبل يحمل مزود الطاقة أو يتحكم في الجهد، تتلوث المعدات بدرجة تؤدي إلى تعطيلها.
الحل الأول لهذه المشكلات هو الحفاظ على أطوال الكبول في المباني القصيرة، لأن التقاط المجال الكهرومغناطيسي ونقل الطاقة الكهربائية يتناسبان أساسًا مع طول الكبل. والحل الثاني هو توجيه الكبول بعيدًا عن المشاكل. وبعيدًا عن كل هذا، يوجد تصميمات كبول معينة تقلل من التقاط المجال الكهرومغناطيسي ونقل الطاقة الكهربية. وهناك ثلاثة من أساليب التصميم الرئيسية وهي الحجب والهندسة المحورية وهندسة السلك المزدوج المجدول.
يستفيد العزل من قانون قفص فاراداي الكهربي. يكون الكبل مغطى بأكمله برقيقة معدنية أو شبكة سلكية. وتنعزل جميع السلوك التي تمتد داخل هذه الطبقة العازلة بدرجة كبيرة عن المجالات الكهربية الخارجية، ولا سيما إذا كانت الطبقة العازلة متصلة بنقطة الجهد المستمر مثل الأرض. ومع ذلك لا يؤثر الحجب البسيط من هذا النوع تأثيرًا كبيرًا أمام المجالات المغناطيسية ذات التردد المنخفض مثل، «الطنين» المغناطيسي الذي يأتي من محول كهرباء مجاور. يعمل العازل الأرضي في الكبول بقدرة 2.5 كيلوفولت أو أكثر، ويجمع تيار التسرب الأرضي والتيار السعوي، ويحمي الناس من التعرض لصدمات كهربية ويساوي الضغط على عزل الكبل.
بينما يساعد التصميم المحوري للكبل على تقليل نقل المجالات المغناطيسية ذات الترددات المنخفضة والتقاطها. لذا في هذا التصميم تحتوي الرقيقة المعدنية العازلة أو الشبكة العازلة على مقطع عرضي مستدير ويكون الموصل الداخلي تحديدًا في مركزها. ينتج عن ذلك فولتات تنبعث من المجال المغناطيسي بين العازل والموصل الموجود بالمركز فتنتج كميتان متساويتان تقريبًا تلغي كلاً منهما الأخرى.
يحتوي الكبل المزدوج المجدول على سلكين للكبل يلتفان حول بعضهما البعض. ويمكن شرح هذا بواسطة وضع نهاية واحد من زوج الأسلاك في مثقاب يدوي والتحويل مع الحفاظ على الجهد المعتدل في الخط. وحيث إن إشارة التدخل لها طول موجة طويل مقارنة مع طول الكبل المزدوج المجدول، تُطور الأطوال البديلة للأسلاك الجهد الكهربي المقابل، ومتجهة إلى إلغاء تأثير التدخل.

### عدد الفروع
يمثل عدد الأسلاك التي يجري فيها التيار في كبل عدد الفروع . بالنسبة إلى كبل ذو عدة فروع يغطى كل فرع بعازل 1و لون معين، ويغطيهم جميعا من الخارج عازل آخر:
الكبل ذو فرعين للتيار المستمر تكون ألوان السلك المغطى أحمر للقطب (+) وأسود للقطب (−). واما كبل التيار المتردد فغالبا يكون لونهما بني وأزرق، ويمثل السلك ذو لون بني الموصل الحامل للتيار.
كبل الكهرباء العادي الذي نستخدمه في المنازل يصنف بصنف الوقاية I ، ويحتوي على سلك معزول لونه أصفر-أخضر . هذا السلك الثالث (أصفر-أخضر) يرتبط بالأرضي .ووظيفته الوقاية
من الصعقة عند لمس جهاز فيه خلل، إذ يمرر هذا السلك الواقي التيار إلى الأرض . بالإضافة له يوجد في الكبل فرعين آخرين يوصلان التيار أحدهما بني أو أسود والآخر مائل إلى البني، وأما التغطية الخارجية العازلة فلونها اختياري وغالبا يكون الكبل أبيضا.

### الحماية من الحرائق
في الإنشاءات، تُعد المادة المستخدمة في تغليف الكبل الكهربي مصدرًا محتملاً للوقود والحرائق. وللحد من انتشار الحريق على طول غلاف الكبل، قد تُستخدم إحدى مواد طلاء الكبول وقد تستخدم كبول مغطاة بمواد ضد الاحتراق بطبيعتها. يمكن نزع الغلاف اللدن الذي يغطي بعض الكبول المعدنية المكسوة عند التركيب لتقليل مصادر الوقود الذي يؤدي إلى نشوب الحرائق. تحمي مواد الطلاء غير العضوية والصناديق الموجودة حول الكبول المناطق المجاورة لخطر الحريق المتعلقة بتغطية الكبل غير المحمية. ومع ذلك، فإن الحماية من الحرائق هذه تعيق الحرارة الناتجة عن فاقد الموصل، لذلك يجب أن يكون عازل الحماية رقيقًا.
هناك طريقتان لتوفير الحماية من الحرائق للكبل:
1. إضافة مواد العزل عن عمد مع مواد إخماد الحرائق
2. الموصل النحاسي تغطية ذاته بعازل معدني (كبول MICC)

### أنواع الكبول الكهربية
فيما يلي أنواع الكبول الرئيسية:
الشكل
- كبل شريطي

؛ الإنشاء
بناءً على الإنشاء وخواص الكبول، يمكن تصنيف الكبول كما يلي:
- كبل محوري
- كبل مكسو بالنحاس ومعزول بالمعدن
- كبل مزدوج محوري
- كبول مرنة
- كبول مغطاة غير معدنية (أو أسلاك بناء غير معدنية)[4]
- كبل مكسو معدني (أو كبل محمي AC أو BX)[4]
- كبل متعدد المحاور (يتكون من أكثر من سلك ويغطى بغلاف الكبل)
- كبل معزول
- كبل فردي (يستخدم هذا الاسم من وقت لآخر مع السلك)
- كبل مزدوج مجدول
- كبل مجدول

؛ خاص
- كبل ماسك
- كبل بودن
- كبل هيلياكس
- كبل مدفون
- رفع ثقيل كبل
- مصعد كبل

## الاستخدام

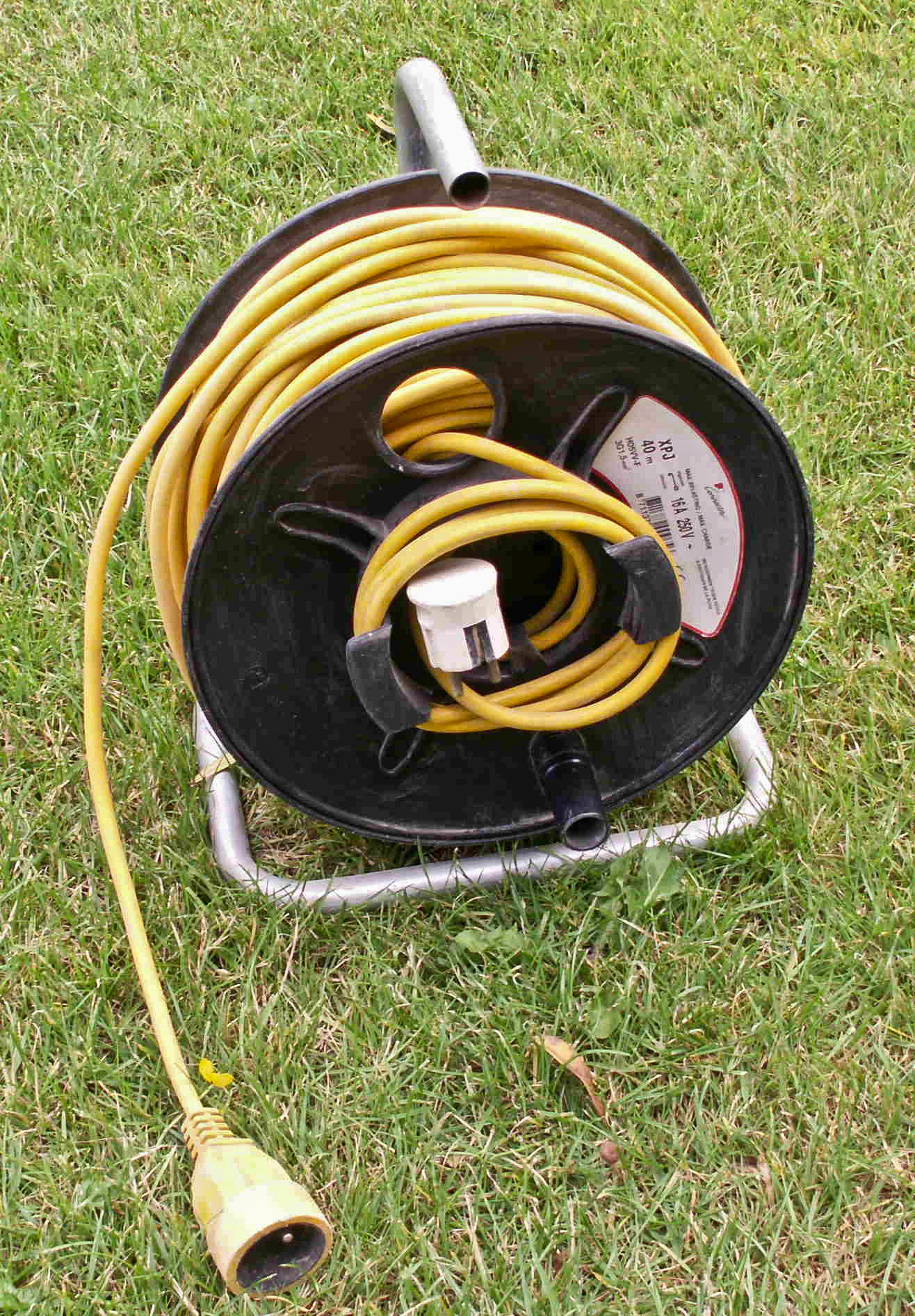
كبل كهربائي على بكرة بجهد 250 فولت وقوة 16 أمبير.

- الكبل السمعي البصري
- كبل بودن للدراجات
- كبل الاتصالات
- كبل الكمبيوتر
- كبل ميكانيكي
- كبل الاستشعار[5]
- كبل الغواصة
- سلك

## الكبول الهجينة
يمكن استخدام الكبول الضوئية والكهربائية الهجينة في التطبيقات اللاسلكية الخارجية من الألياف إلى الهوائي (FTTA). في هذه الكبول، تحمل الألياف الضوئية المعلومات وتستخدم الموصلات الكهربائية لنقل الطاقة. يمكن وضع هذه الكبول في عدة بيئات لخدمة الهوائيات المركبة على أعمدة أو أبراج أو هياكل أخرى. قد تُطب لوائح السلامة المحلية.